# Feyteburen
Feyteburen (Fries: Feytebuorren) is een buurtschap in de gemeente Súdwest-Fryslân, in de Nederlandse provincie Friesland. De buurtschap ligt ten noorden van het dorp Westhem. Het dorp en de buurtschap vormen één plaats met twee kernen, waarbij de buurtschap binnen de bebouwde kom van Westhem ligt. Dat is al van oorsprong zo, wat blijkt uit het feit dat de kerk van Westhem in Feyteburen staat. Ondanks de kerk is Feyteburen een buurt(schap) gebleven.

## Geschiedenis
De buurtschap is ontstaan op een terp. Een oude Nederlandse naam voor de plaats is Feiteburen, een andere oude naam is het Friestalige Feitebuorren. De naam verwijst naar een kleine nederzetting (buren) van de persoon Feite. Het in 1522 genoemde Fridsabura wijst waarschijnlijk naar deze buurtschap, maar helemaal zeker is dat niet.

## Kerk

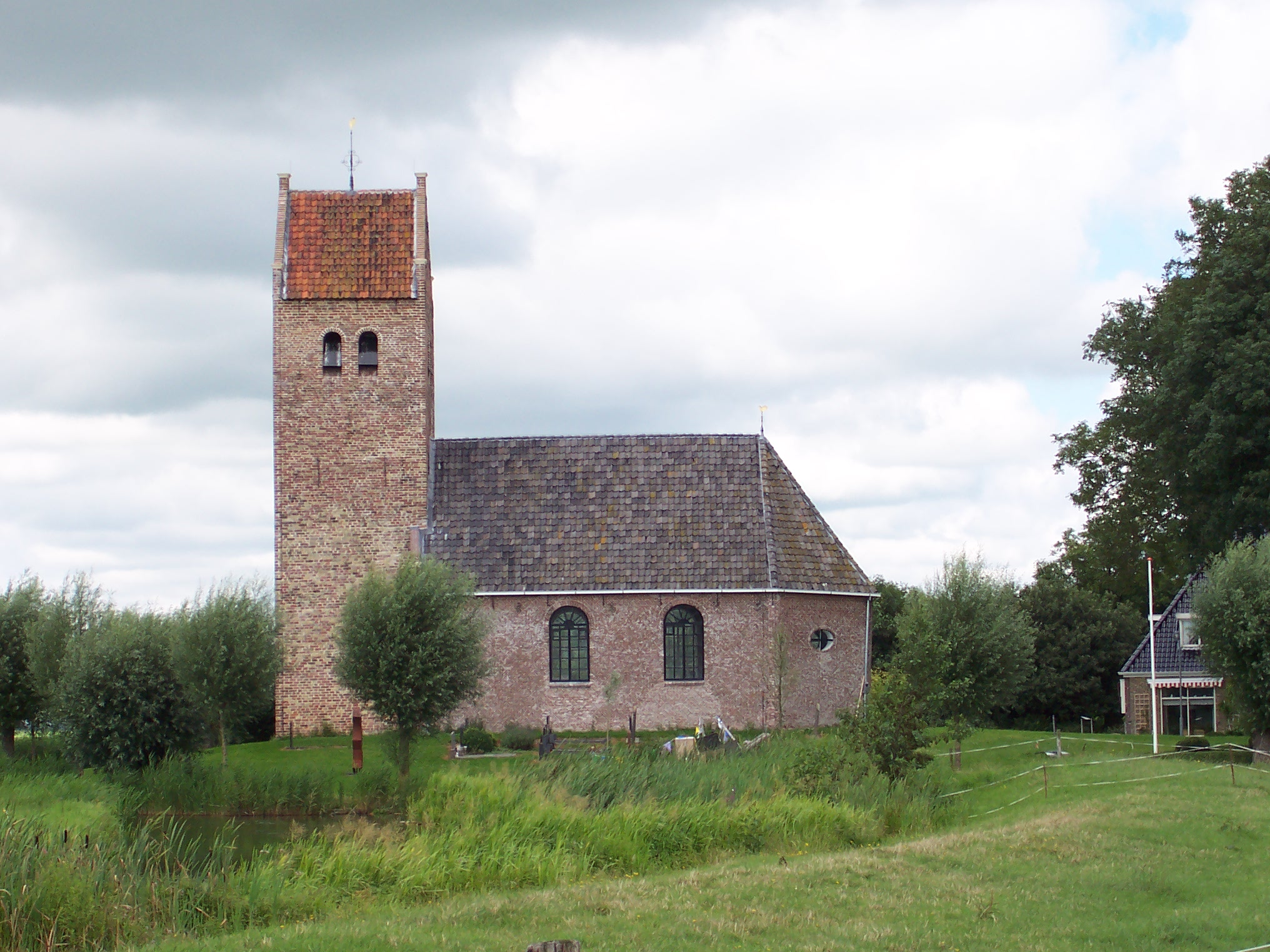
De Bartolomeuskerk in 2005

De kerk, de Bartholomeüskerk is gewijd aan de heilige Bartolomeus. De uit kloostermoppen opgebouwde toren van deze kerk stamt uit de veertiende eeuw en vormt het oudste gedeelte van het gebouw. In de toren hangen twee klokken. De oudste dateert uit 1353.
Het randschrift van deze klok luidt: Bartolomeus dibaphus St. rex et immaculata mater Jesu. Ave Maria. (Bartolomeus, de met purper beklede, de heilige koning en de onbevlekte moeder van Jezus. Wees gegroet Maria.) Tevens vermeldt de klok de naam van pastoor Luidulfrus. De jongste klok dateert uit 1639. De huidige eenvoudige zaalkerk is gebouwd in 1708 ter vervanging van de middeleeuwse kerk.
Steden: Bolsward · Hindeloopen · IJlst · Sneek · Stavoren · Workum

Dorpen en gehuchten: Abbega · Allingawier · Arum · Blauwhuis · Bozum · Breezanddijk · Britswerd · Burgwerd · Cornwerd · Dedgum · Deersum · Edens · Exmorra · Ferwoude · Folsgare · Gaast · Gaastmeer · Gauw · Goënga · Greonterp · Hartwerd · Heeg · Hemelum · Hennaard · Hichtum · Hidaard · Hieslum · Hommerts · Idsegahuizum · IJsbrechtum · Indijk · It Heidenskip · Itens · Jutrijp · Kimswerd · Kornwerderzand · Koudum · Kubaard · Loënga · Lollum · Longerhouw · Lutkewierum · Makkum · Molkwerum · Nijhuizum · Nijland · Offingawier · Oosterend · Oosterwierum · Oosthem · Oppenhuizen · Oudega · Parrega · Piaam · Pingjum · Poppingawier · Rauwerd · Rien · Roodhuis · Sandfirden · Scharl · Scharnegoutum · Schettens · Schraard · Sijbrandaburen · Terzool · Tirns · Tjalhuizum · Tjerkwerd · Uitwellingerga · Waaxens · Warns · Westhem · Wieuwerd · Witmarsum · Wolsum · Wommels · Wons · Woudsend · Zurich

Buurtschappen: Abbegaasterketting · Anneburen · Arkum · Atzeburen · Baarderburen · Baburen · Bernsterburen · De Bieren · De Blokken · De Hel · De Grits · De Kat · De Klieuw · De Polle · De Wieren · Dijksterburen · Doniaburen · Draaisterhuizen · Driehuizen · Eemswoude · Engwerd · Engwier · Exmorrazijl · Feyteburen · Flansum · Galamadammen · Gooium · Grauwe Kat · Grote Wiske · Grotewierum · Harkezijl · Hayum · Hemert · Hidaarderzijl · Hoekens · Hornsterburen · Idzega · Idserdaburen · Indijk (Bozum) · Jet · Jonkershuizen · Jousterp · Jouswerd · Kampen · Kleine Gaastmeer · Kleine Wiske · Kleiterp · Kooihuizen · Koufurderrige  · Kromwal · Koudehuizum · Laaxum · Laad en Zaad · Lippenwoude · Lytshuizen · Makkum (Bozum) · Meilahuizen · Montsamaburen · Nijeburen · Nijeklooster · Nijezijl · Oosthem (Witmarsum) · Osingahuizen · Piekezijl · Remswerd · Rijtseterp · Scharneburen · Schrok · Sieswerd · Sjungadijk · Smallebrugge · Sotterum · Speers  · Strand · Swaanwerd · Swarte Beien · Tsjerkebuorren · Vierhuizen · Viersprong · Vijfhuis · Vissersburen  · Het Vliet· Westerlittens · Wolsumerketting · Wonneburen · Ypecolsga

 Voormalige buurtschappen: Aaksens · Angterp · De Band · Barsum · De Bird · Bittens · Bloemkamp · Bootland · Bovenburen · Doniawier · Goëngamieden · Hiddum · Houw · Knossens · De Nes · Ottenburen · Sandfirderrijp · Slijp · Spijk · De Weeren 

Friesland: Steden en dorpen      Nederland: Provincies · Gemeenten